# Junonia orithya
Junonia orithya är en blå och svart fjäril som förekommer från Afrika och österut till Australien.

## Utseende
Vingspannet är i genomsnitt 4,5 centimeter. Hanen är på ovansidan blå som övergår till svart in mot kroppen. Framvingens framhörn är randigt mönstrat i gråsvart och vitt. Vid vingarnas ytterkanter finns några ögonfläckar i svart och orange med vit mittprick. Vid framvingens framkant finns några små orange och blå fläckar. Honan är lik hanen men den blå färgen är ljusare och hennes ögonfläckar är mycket större. Undersidan är hos båda könen något marmorerad i olika ljusbruna, gråsvarta och vita nyanser.
Det finns många olika underarter av Junonia orithya och dessa kan skilja sig i utseendet, framför allt färgnyanser, från beskrivningen ovan.
Larven är svart och hårig med små gula prickar. Huvudet är orange.

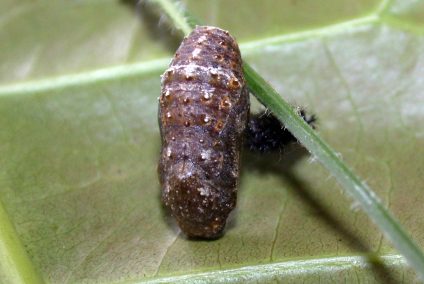
Puppan.
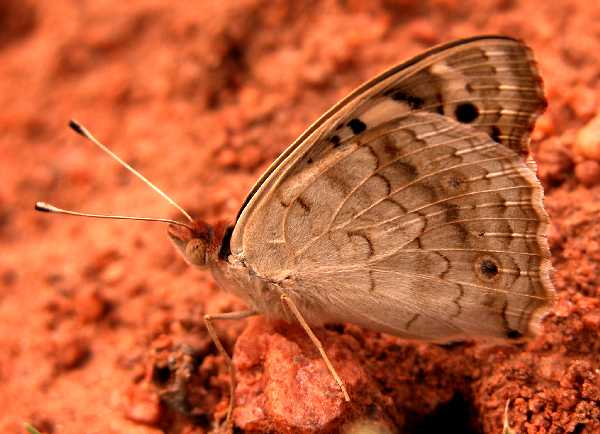
Undersidan på Junonia orithya.
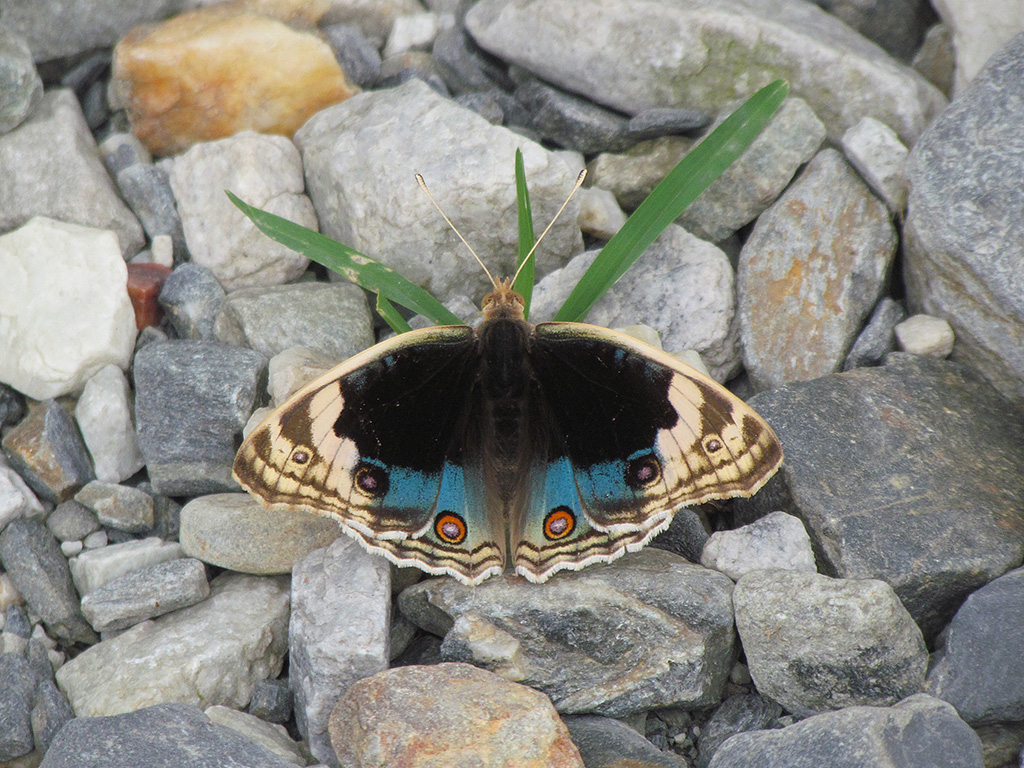

## Levnadssätt
Denna fjäril, liksom alla andra fjärilar, genomgår under sitt liv fyra olika stadier; ägg, larv, puppa och fullvuxen (imago). En sådan förvandling kallas för fullständig metamorfos.
Flygtiden, den period när fjärilen är fullvuxen, pågår året runt. Under flygtiden parar sig fjärilarna och honan lägger äggen. Ur ägget kläcks larven. Värdväxter, de växter larven lever på och äter av, är en mängd olika arter framför allt i familjerna akantusväxter, flenörtsväxter, kransblommiga växter och verbenaväxter. När larven är fullväxt förpuppas den. Ur puppan kläcks den fullbildade fjärilen och en ny flygtid börjar.

## Utbredning
Utbredningsområdet sträcker sig från centrala och södra Afrika österut genom Arabiska halvön och Indiska halvön till Nya Guinea och Australien.